# Wellingtonbron

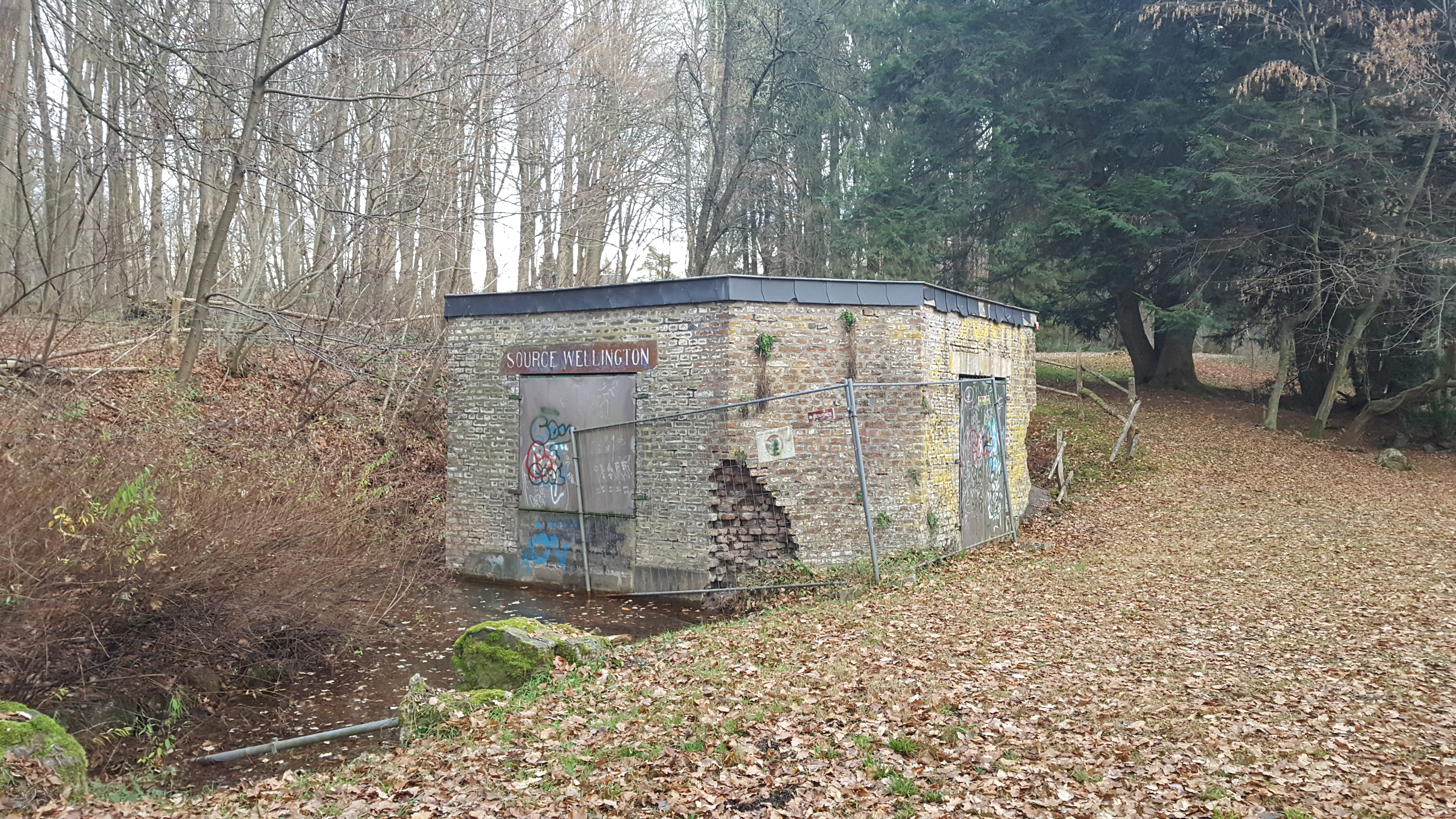
Anno 2016

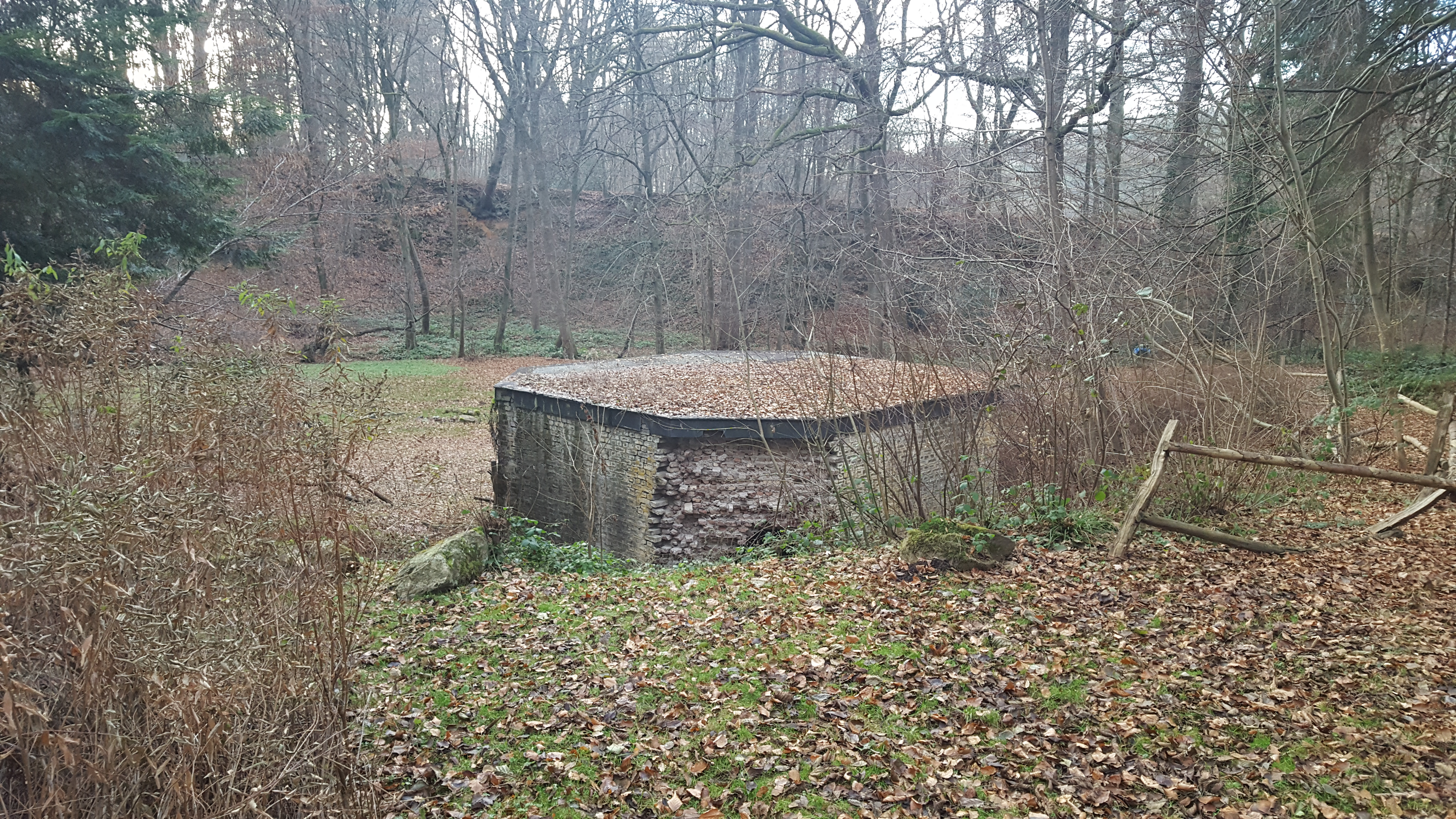

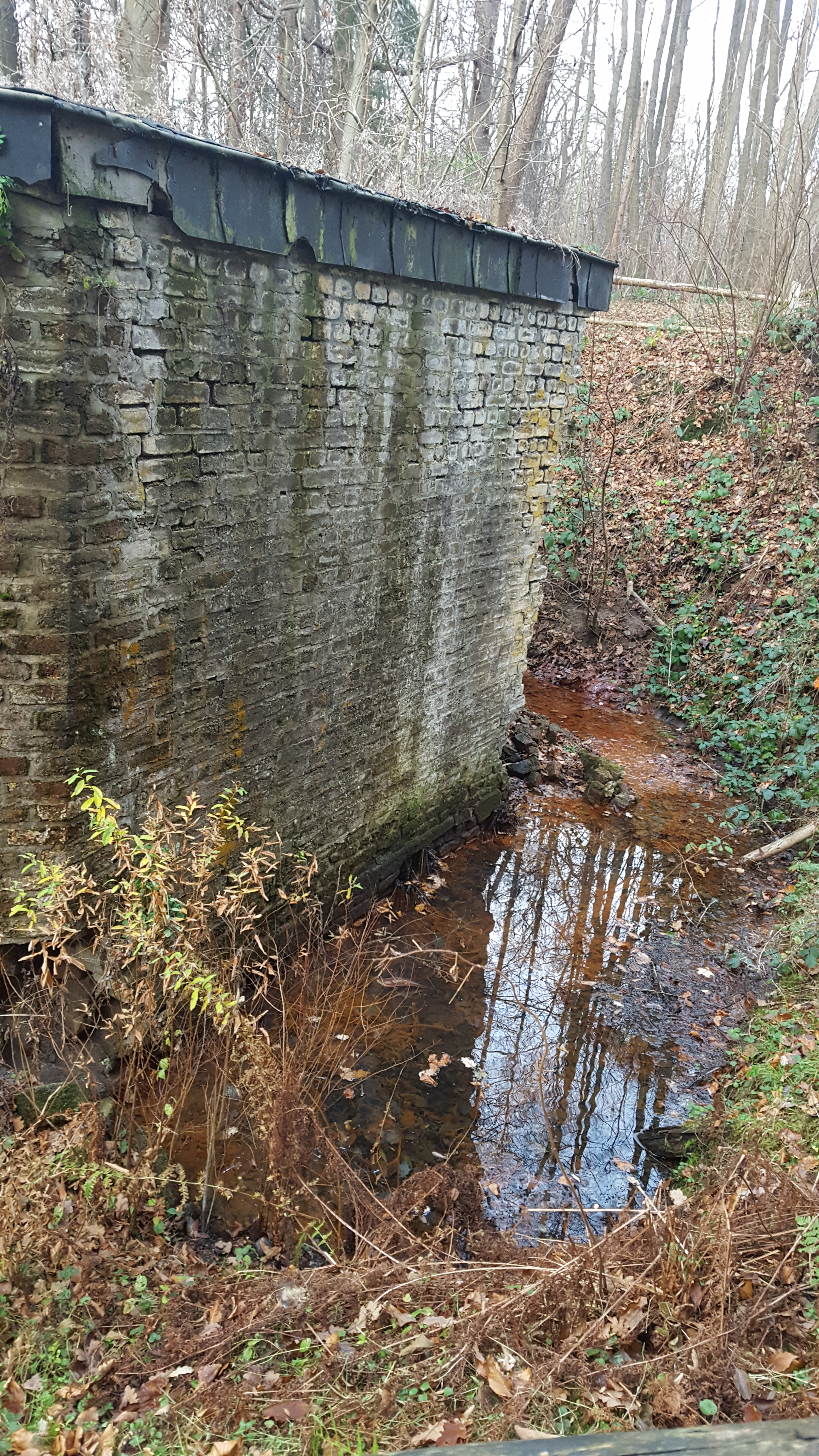

De Wellingtonbron of Hertog-van-Wellingtonbron (Frans: Source Wellington of Pouhon Duc de Wellington) is een bron in de Belgische gemeente Jalhay. Op minder dan 50 meter stroomt er langs het bronhuisje de beek de Soyeureux die de grens vormt tussen de gemeenten Jalhay en Spa, een grens die dwars door het dorpje Nivezé loopt. De Wellingtonbron is een van de twee bronnen van Spa Monopole die in de gemeente Jalhay ligt, samen met de Marie-Henriettebron, die op ongeveer 200 meter naar het noordwesten ligt. Ook de Tonneletbron ligt in Nivezé, maar die ligt in het deel van de gemeente Spa. Ongeveer 350 meter stroomopwaarts staat de Sint-Theresiakapel.
De bron ligt achter de hoofdweg Nivezé Bas aan het uiteinde van de Chemin de la Fontaine.
Het bronwater is ijzerhoudend en koolzuurhoudend.

## Geschiedenis
Aan het begin van de 20e eeuw ontdekte de châtelain van Warfaaz, de bevelhebber van het kasteel, Georges d’Artet de Neufmoustier (1861-1940), in de buurt van de Marie-Henriettebron in een drassige weide, die bij zijn villa gelegen was, een overvloedige ijzerhoudende en koolzuurhoudende bron. Dit vertelt deze man aan Achille Poskin (1856-1923) die een specialist was in de hydrologie en medisch adviseur ten aanzien van het water van Spa.
In oktober 1906, juli 1907 en november 1908 koopt Artet het betreffende gebied (moerasweide) dat een oppervlakte had van 9.500 m² met als doel om dit samen met Poskin tot ontwikkeling te gaan brengen.
Eind 1908 lukte het Poskin om de bron te vangen. De bron kreeg de naam Wellingtonbron als herinnering en verwijzing naar het verblijf in Spa in 1818 van Arthur Wellesley, de Hertog van Wellington, met als doel om zo Engelse klanten aan te trekken.
Op 5 april 1912 werd door Artet aan Syndicat des Eaux Minérales de Spa het recht verleend om de Wellingtonbron te gaan exploiteren, samen met de naastgelegen "Fontaine Albert 1er". De onderneming had net daarvoor het recht verloren om de gemeentelijke bronnen van Spa te exploiteren ten gunste van Compagnie Fermière des Eaux de Spa (Spa Monopole). De kosten zijn voor rekening van de exploitant en er moeten 2 cent per verkochte fles afgedragen worden aan de verlener. In het eerste jaar was die opbrengst 1363,27 frank en er werd gewerkt met de merken Royale Spa, Duc de Fer en La Soyeureuse.
In 1914 spanden Compagnie Fermière en de stad Spa een rechtszaak aan tegen het bedrijf. Ze verzochten de rechtbank om het gebruik van de naam Spa te verbieden, maar dit verzoek werd afgewezen met als argument dat de naam van de stad publiek domein is.
Op 23 augustus 1919 kocht Edouard Libotte-Thiriar, industrieel uit Luik die tot 1914 bronwater "Kaiserbrunnen" uit Duitsland importeerde, het terrein voor 76.500 frank. Deze aankoop deed hij om de exploitatie van de bron te optimaliseren.
Op 12 april 1920 werd er een naamloos vennootschap opgericht met de naam "La Royale Spa". Deze onderneming had als doel om de exploitatie van natuurlijke en mineralen bronnen te verzorgen en bronwater te verkopen.
Tot 1921 bracht men het water eerst in vaten naar een pand aan de Boulevard des Anglais om het te bottelen, totdat men in 1921 de bottelarij plaats liet vinden in een werkplaats die in de buurt van de bron gesitueerd was (gebouw anno 2016 verdwenen). Rond de bron bevond zich toen een park.
In 1923 werden meer dan 8 miljoen flessen water verkocht voor 0,80 frank, plus statiegeld van 0,50 frank.
In juni 1924 kocht Spa Monopole het hele bedrijf La Royale Spa op en krijgt zo deze bron in beheer.
In 1930 kon de Marie-Henriettebron met een dagelijkse uitstroom van 375 m³, de behoefte in de thermen van Spa niet langer aan en werd de 65 m³ van de Wellingtonbron toegevoegd. Het bronwater van beide bronnen wordt sindsdien via een pijplijn samen naar de baden getransporteerd. Door een groeiende behoefte naar bronwater bleek ook die volume enkele jaren later te beperkt en werd ook het bronwater van Tonneletbron er bijgevoegd. Omdat de drie bronnen uit dezelfde aquifer komen hebben de bronnen hetzelfde kwaliteit bronwater.
In 1934 werd de Wellingtonbron aan de stad Spa overgedragen in ruil voor een verlenging van diens concessie.
In 1971 stopte men met het verwelkomen van bezoekers. In 1972 werden de werkplaatsen gesloopt. In 1975 werd de bovenste helft van het brongebouw verwijderd en de onderste helft is in de decennia erna in verval geraakt.

## Constructie
Het bronhuisje is een achthoekig gebouw waarvan enkel nog een deel van de onderste helft rest. De bovenste helft bestond uit een platform met acht zuilen op de hoekpunten met daarop een piramidaal dak. Op de zijkant van het pand is een plaquette aangebracht met de inscriptie Source Wellington. Anno 2016 is het bronhuisje een ruïne waar delen van de muur ingestort zijn.